# Coopsind

## Riocoopsind Táxi (Coopsind)
A Riocoopsind Táxi, resultado da união entre a Coopsind Táxi e a Rio Táxi, é uma das maiores e mais tradicionais cooperativas de serviços de táxi do Rio de Janeiro, Brasil. Fundada originalmente por motoristas de táxis autônomos filiados ao sindicato da categoria no Rio de Janeiro, a cooperativa é reconhecida por sua trajetória de superação, pioneirismo tecnológico e forte presença no mercado de transporte corporativo.

## História

#### Fundação e Primeiros Anos (Coopsind)
A Coopsind foi idealizada em 1988 por um grupo de motoristas de táxi autônomos, membros do Sindicato dos Taxistas do município, e constituída oficialmente em 1990. Com 250 membros fundadores, o objetivo era criar uma alternativa de trabalho que fortalecesse os motoristas autônomos.
Os primeiros anos foram marcados por dificuldades operacionais e forte concorrência, o que levou a uma gradual desfiliação de membros. Após se desvincular da estrutura do sindicato, a cooperativa iniciou uma jornada independente, operando em sedes modestas, como uma sala em um posto de gasolina na Avenida Brasil no bairro do Caju, posteriormente em um cômodo no Morro do Tuiuti e em seguida em uma sala alugada na Rua São Januário no bairro de São Cristóvão.
O marco de sua consolidação física ocorreu em 1994, com a aquisição de sua sede própria, uma antiga fábrica de jeans localizada na Rua Sinimbu, 232, também no bairro de São Cristóvão, onde permanece até hoje.

#### União Estratégica: O Nascimento da Riocoopsind
Na década de 2000, o acirramento da concorrência no mercado de transportes levou a Coopsind a buscar alternativas de administração e parcerias estratégicas. Essa busca resultou em uma aproximação com a Cooperativa de Táxi Rio Táxi, outra das mais tradicionais do município.
Ambas as cooperativas se destacavam no atendimento a clientes corporativos, detendo, em conjunto, cerca de 20% desse segmento no Rio de Janeiro. Para otimizar as operações e oferecer um serviço mais ágil, as duas iniciaram uma colaboração pioneira, trocando corridas entre si para garantir que o passageiro fosse atendido pelo táxi mais próximo, independentemente da cooperativa de origem.
Essa parceria evoluiu para uma união, criando a RIO COOPSIND Táxi. Atualmente, a grafia unificada RIOCOOPSIND simboliza a fusão dessas duas forças no mercado de táxi carioca.

### Evolução Tecnológica
A trajetória da Riocoopsind é marcada por uma constante adaptação tecnológica:
- Início (Anos 90): Operações com central telefônica simples e despacho de corridas via rádio de banda baixa (PX), com cobertura limitada.
- Expansão (Anos 90/2000): Migração para rádios de alta frequência (FM) com uma rede de repetidoras, ampliando a cobertura para toda a Região Metropolitana.
- Pioneirismo Digital (2009): Adoção de GPS e aparelhos PDA da marca HTC para o envio de corridas, mantendo o rádio apenas para comunicação geral.
- Automação Completa (2010): Abandono total dos rádios para despacho. As corridas passaram a ser enviadas automaticamente aos veículos por geolocalização, um sistema avançado para a época, anterior à popularização dos aplicativos de transporte.

Atualmente, a Riocoopsind possui um dos mais modernos centros de operações do Brasil, mantendo-se na vanguarda do setor.
A chegada dos aplicativos de transporte em 2014, intensificou ainda mais a concorrência, pressionando todo o setor de táxis a se modernizar. A capacidade de adaptação tecnológica da Riocoopsind foi fundamental para sua sobrevivência e sucesso contínuo nesse novo cenário.

### Clientes e Atuação no Mercado
Com a união, a Riocoopsind consolidou sua posição como líder no transporte corporativo. A cooperativa possui uma das maiores carteiras de clientes empresariais do país, com centenas de contratos ativos com empresas de diversos portes e segmentos, incluindo multinacionais renomadas que confiam seus transportes à cooperativa. Além do foco corporativo, a Riocoopsind continua a atender clientes sazonais com pagamento em dinheiro e outros meios.

## Projeto - UNITAXI
Com a crescente chegada dos aplicativos de transporte, cooperativas de táxi como a Riocoopsind, no Rio de Janeiro, perceberam a necessidade de uma nova forma de organização para manter a competitividade e aprimorar o atendimento aos clientes. Diante desse cenário, a Riocoopsind, juntamente com outras grandes cooperativas cariocas, idealizou e fundou a UNITAXI.

### Concepção e Funcionamento
A UNITAXI foi concebida como uma iniciativa de cooperação entre diversas cooperativas de táxi, permitindo a troca de corridas e, consequentemente, um atendimento mais célere e eficiente aos clientes, especialmente em localidades onde a demanda ou a oferta de táxis de uma única cooperativa poderia ser limitada. A Riocoopsind desempenhou um papel fundamental na fundação da UNITAXI, assumindo a direção financeira desse "pool" de cooperativas.
O modelo de operação da UNITAXI, apelidado no meio como "transbordo", inspira-se em práticas já existentes em outros setores, como a aviação, onde passageiros podem adquirir um bilhete de uma companhia aérea e viajar por outra. Da mesma forma, a iniciativa se baseia em um sistema de solicitações excedentes, já utilizado pela Riocoopsind em operações intermunicipais e interestaduais, onde clientes da cooperativa podiam ser atendidos por parceiros em outros municípios e estados.

### Impacto e Relevância
Mesmo diante da concorrência interna entre as cooperativas que compõem o bloco, a iniciativa UNITAXI se mantém ativa e relevante. Para a Riocoopsind, o "transbordo" proporcionado pela UNITAXI resultou em maior agilidade no atendimento e na ampliação de sua rede de localidades atendidas, estendendo sua capacidade de serviço a nível nacional. A UNITAXI representa, portanto, uma estratégia de adaptação e inovação do setor cooperativo de táxis frente aos desafios impostos pelas novas tecnologias de transporte.
riocoopsind.com.br
Empresa lança aplicativo personalizado para cooperativas de táxi
Mobilidade Urbana: Desafios e Soluções e o Táxi como Meio Seguro de Transporte
Transporte por Táxi: Conforto e Produtividade para Sua Empresa
Faixas Exclusivas: Economia de Tempo no Trânsito
Sustentabilidade no transporte corporativo